# 11-й піхотний полк (Австро-Угорщина)
11-й Богемський піхотний полк (нім. Böhmisches Infanterieregiment Nr. 11) — піхотний полк Спільної армії Збройних сил Австро-Угорщини.

## Історія
Полк було створено в 1629 році.

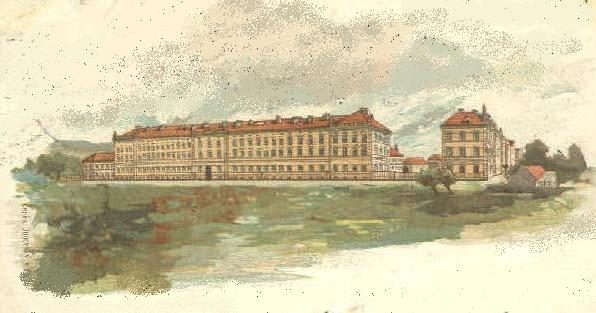
Казарми 11-го піхотного полку в Пісеку.

Штаб–квартири: Прага (1903–1914). Округ поповнення №11 – Пісек, на території 8 Корпусу.

## Бойовий шлях
Брав участь в австро-турецьких війнах, Семирічній війні, Наполеонівських війнах, Австро-прусській війні та в Угорській революції. В Першій світовій війні воював на Італійському та Східному фронтах.

## Склад
- 1-й батальйон (1903–1914: Пісек);
- 2-й батальйон (1903: Прага; 1904–1907: Калиновик; 1908–1909: Прага; 1910–1911: Мостар; 1912–1914: Прахатіці);
- 3-й батальйон (1903–1914: Прага);
- 4-й батальйон (1903–1914: Прага);

Національний склад (1914):
- 79% — чехи;
- 20% — німці;
- 1% — інші національності.[1]

## Почесні шефи
- 1636– ? : полковник Франц де Мерс;
- 1774–1798: фельдмаршал Міхал Йоганн фон Вілле;
- 1801–1853: ерцгерцог Райнер Йосип.
- 1853–1873: король Альберт Саксонський;
- 1873–1902: король Георг Саксонський;
- 1902–1914: герцог Георг ІІ.

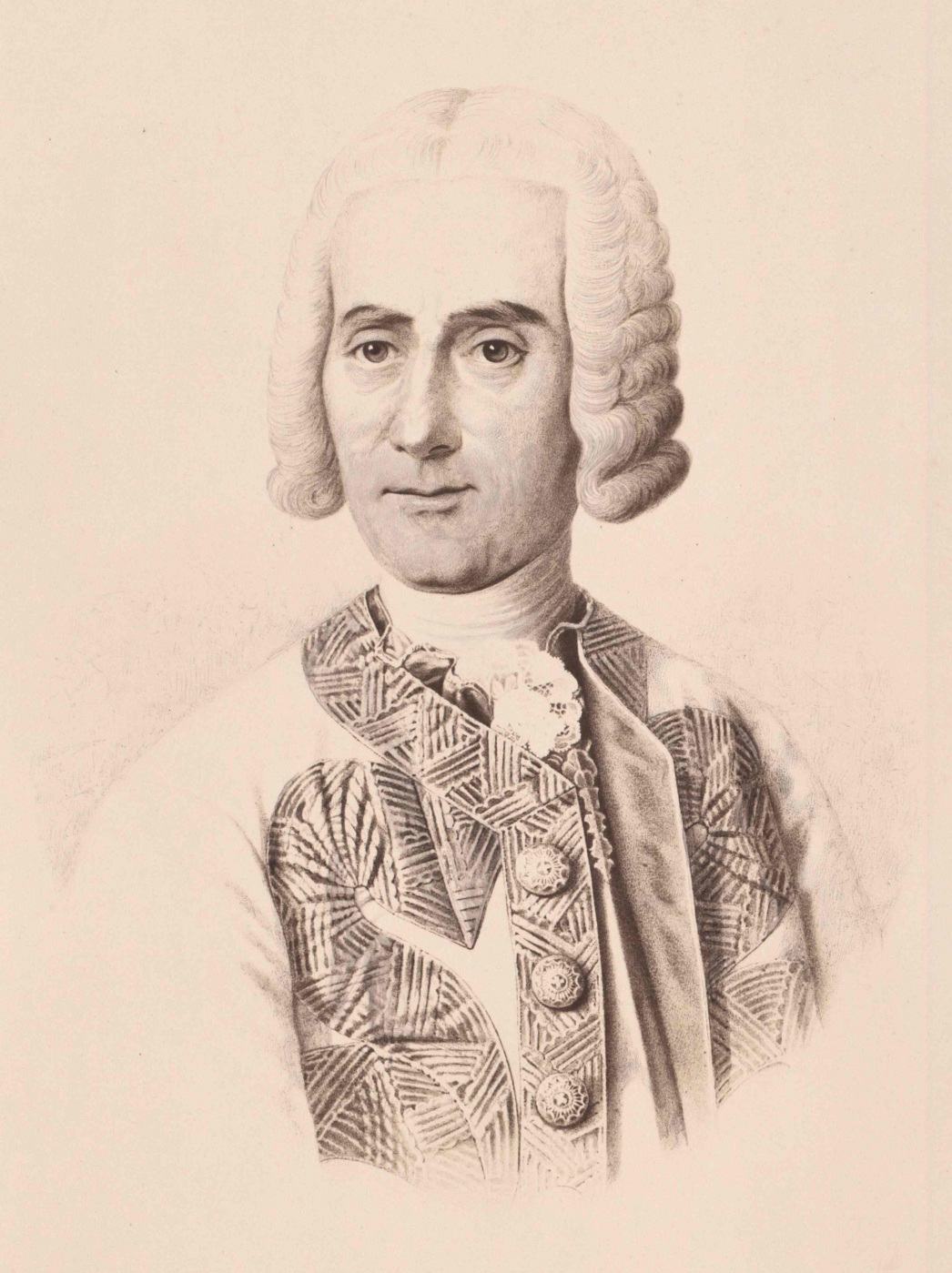
Міхал Йоганн фон Вілле
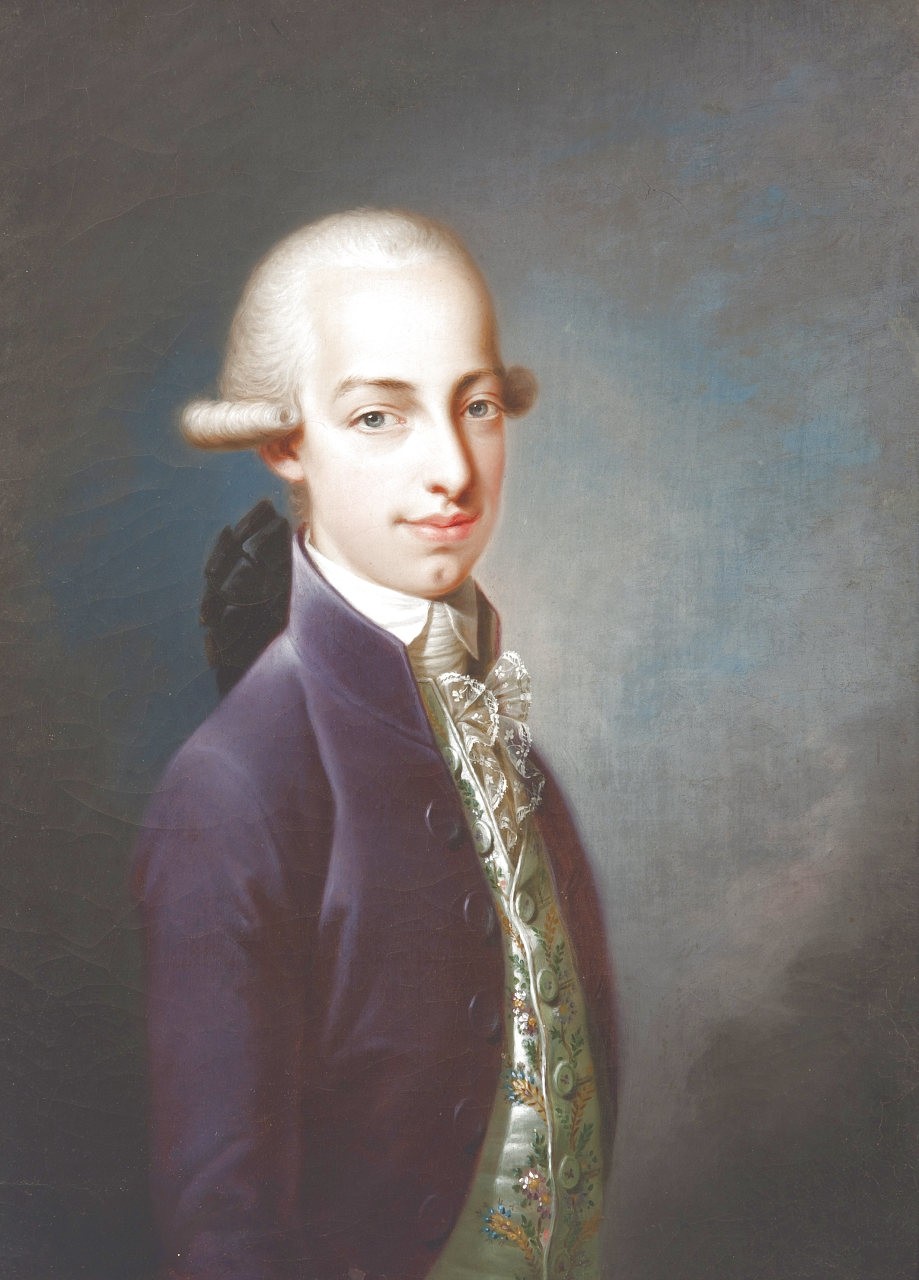
Ерцгерцог Райнер Йосип
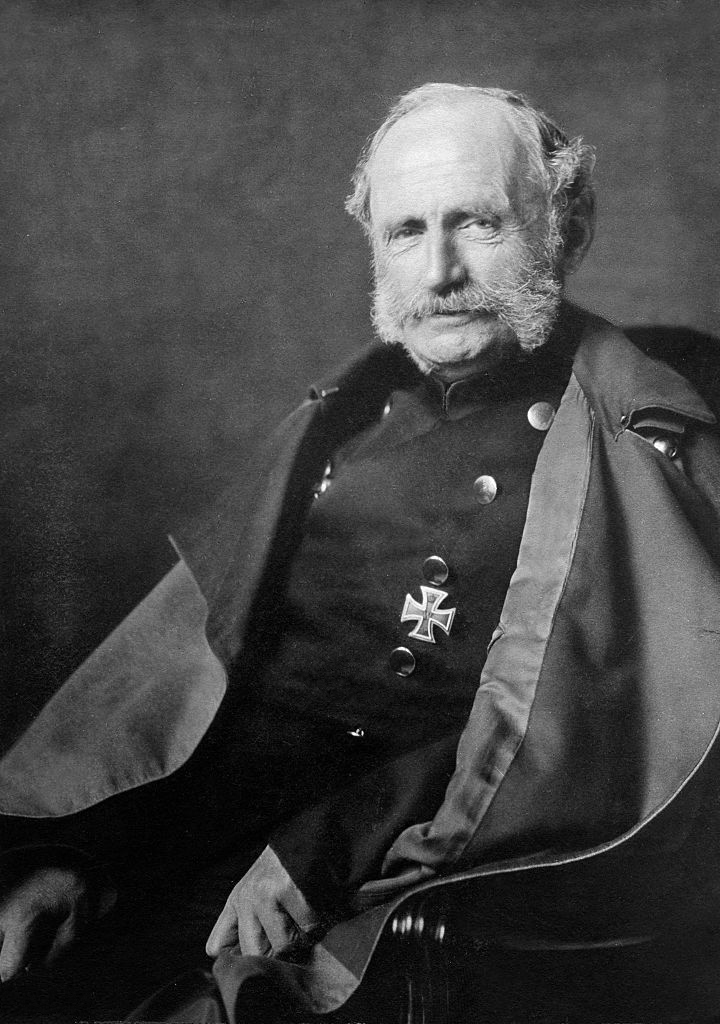
Король Альберт Саксонський
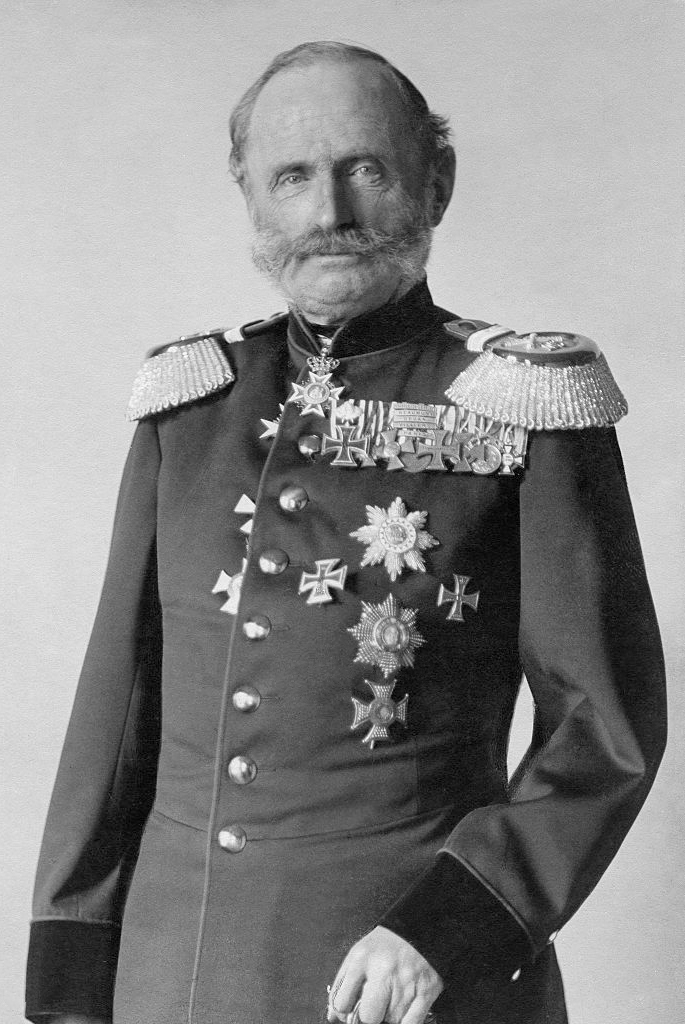
Король Георг Саксонський
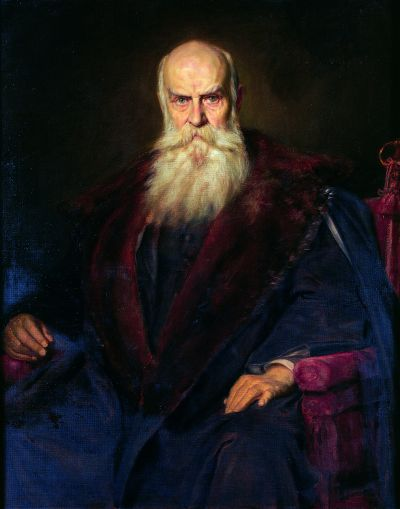
Герцог Георг ІІ

## Командування
- 1859: полковник Леонард Новей фон Вунденфельд;
- 1865: полковник Фердинанд Гофманн;
- 1873: полковник Максиміліян Бонова;
- 1879: полковник Ернст Цигулька;
- 1903–1904: полковник Карл Нопп фон Кірхвальд;
- 1905–1909: полковник Карл Леманн;
- 1910: полковник Георг Шміг;
- 1911–1913: полковник Вальтер Шрейтер фон Шварценфельд;
- 1914: полковник Карл Вокун.[1]

## Підпорядкування
Полк входив до складу 19-ї піхотної дивізії, 8-го армійського корпусу.

## Однострій

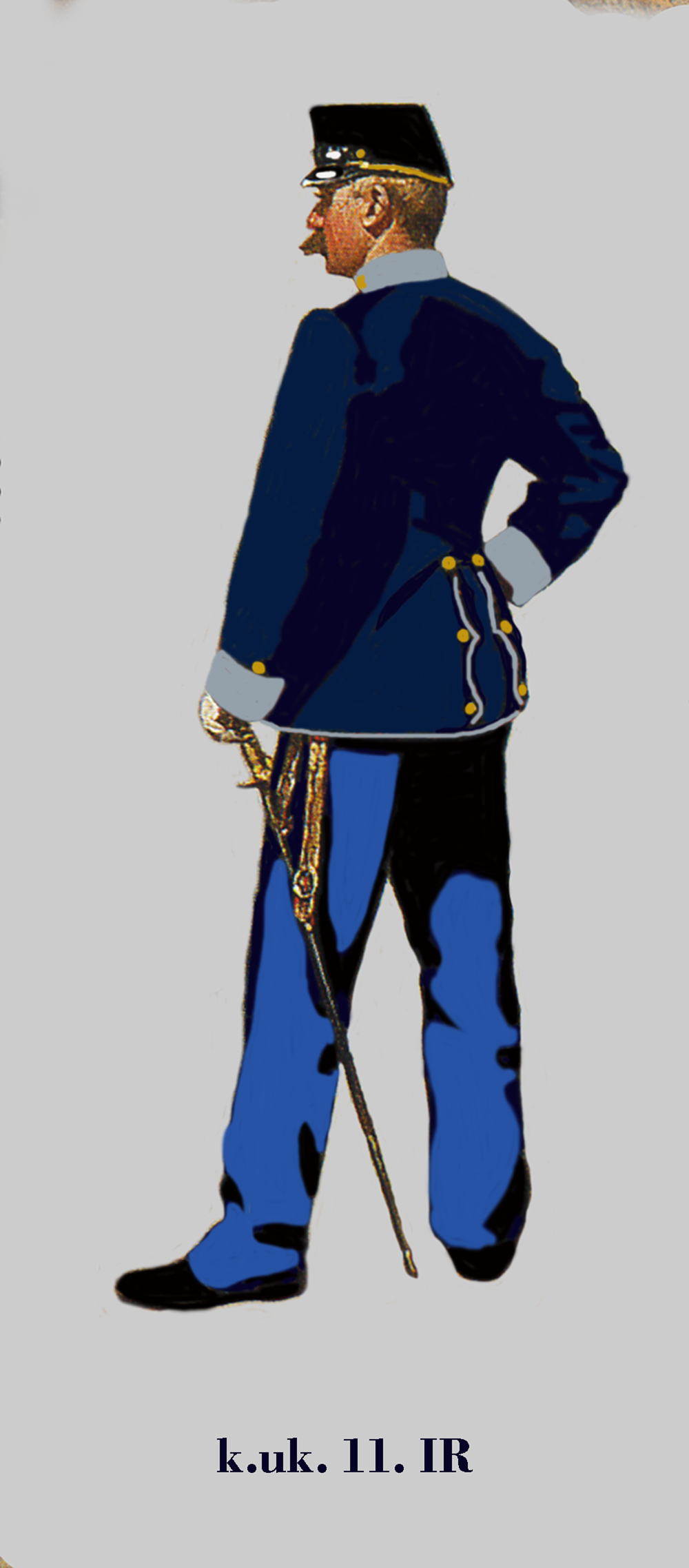
Лейтенант 11-го піхотного полку
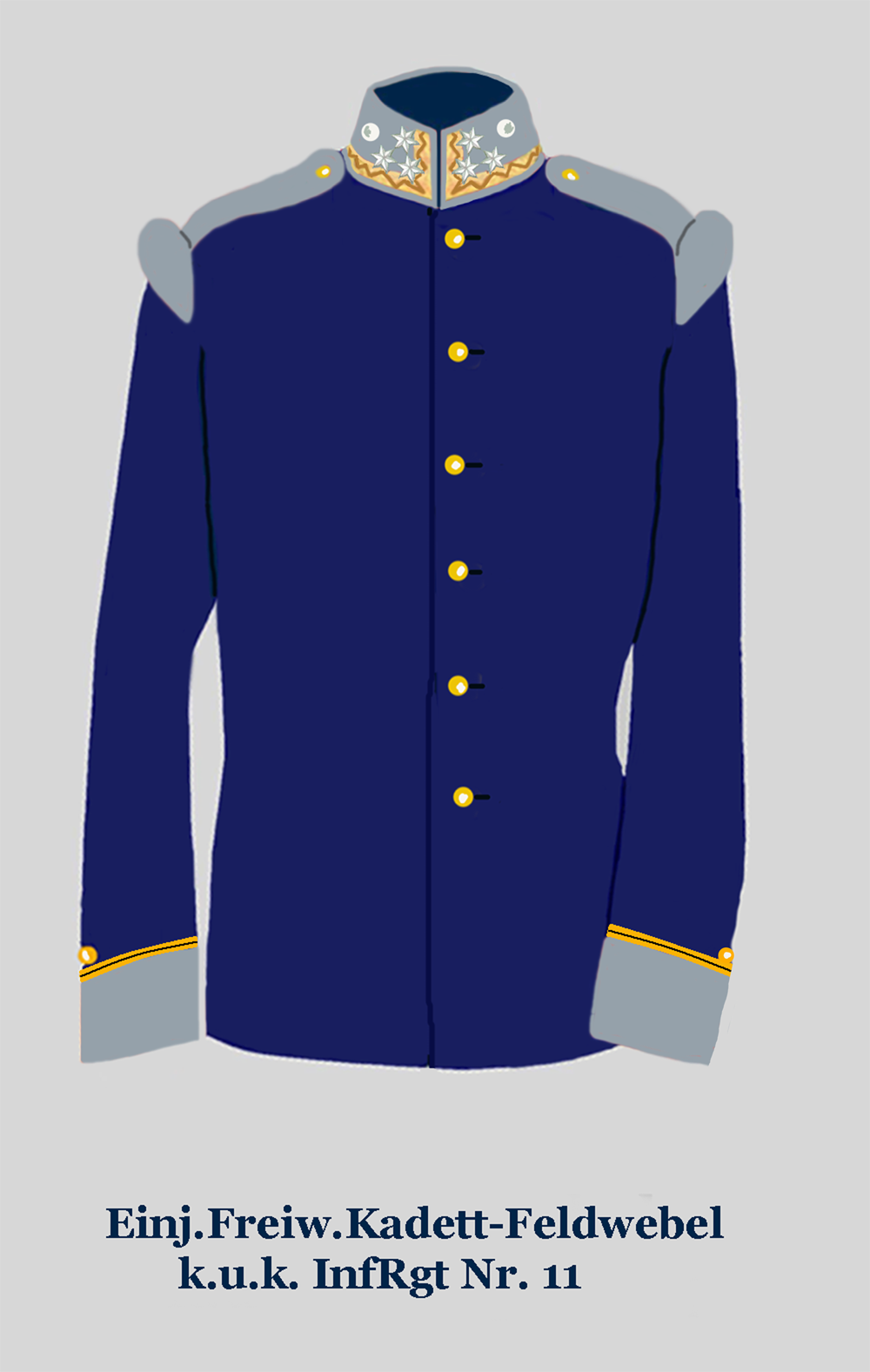
Мундир кадета 11-го піхотного полку

## Пам'ять
В романі чеського письменника Ярослава Гашека «Пригоди бравого вояка Швейка» згадується, що 11-й піхотний полк, складався «з уродженців Пісецької округи», воював на Східному фронті та здався росіянам у полон.